# Vault - Def Leppard Greatest Hits (1980-1995)
Vault - Def Leppard Greatest Hits (1980-1995) (también llamado Def Leppard Greatest Hits) es el primer álbum recopilatorio de Def Leppard lanzado el 23 de octubre de 1995. Incluye 15 de sus singles más exitosos en todo el mundo, que se celebra en el aniversario 15 del lanzamiento de su álbum debut. El álbum llegó a ser el #7 en el RPM de Canadá, fue #2 en Nueva Zelanda, también llegó al #3 en la lista de álbumes del Reino Unido, y #15 en Billboard Top 200 listas de álbumes. El álbum contiene en exitoso tema «When Love and Hate Collide» que fue #1 en Irlanda, #2 en el Reino Unido y #58 en el Billboard Hot 100.

## Lista de canciones
1. "Pour Some Sugar on Me" (Rick Allen/Steve Clark/Phil Collen/Joe Elliott/Robert John "Mutt" Lange/Rick Savage) 4:52
2. "Photograph" (Steve Clark/Joe Elliott/Robert John "Mutt" Lange/Rick Savage/Pete Willis) 4:08
3. "Love Bites" (Rick Allen/Steve Clark/Phil Collen/Joe Elliott/Robert John "Mutt" Lange/Rick Savage) 5:46
4. "Let's Get Rocked" (Phil Collen/Joe Elliott/Robert John "Mutt" Lange/Rick Savage) 4:55
5. "Two Steps Behind (Versión Acústica)" (Joe Elliott) 4:19
6. "Animal" (Rick Allen/Steve Clark/Phil Collen/Joe Elliott/Robert John "Mutt" Lange/Rick Savage) 4:03
7. "Foolin'" (Steve Clark/Joe Elliott/Robert John "Mutt" Lange) 4:34
8. "Rocket" (Rick Allen/Steve Clark/Phil Collen/Joe Elliott/Robert John "Mutt" Lange/Rick Savage) 4:07
9. "When Love and Hate Collide" (Joe Elliott/Rick Savage) 4:17
10. "Armageddon It" (Rick Allen/Steve Clark/Phil Collen/Joe Elliott/Robert John "Mutt" Lange/Rick Savage) 5:22
11. "Have You Ever Needed Someone So Bad" (Phil Collen/Joe Elliott/Robert John "Mutt" Lange/Rick Savage) 5:19
12. "Rock of Ages" (Steve Clark/Joe Elliott/Robert John "Mutt" Lange) 4:08
13. "Hysteria" (Rick Allen/Steve Clar/ Phil Collen/Joe Elliott/ Robert John "Mutt" Lange/Rick Savage) 5:56
14. "Miss You In A Heartbeat (Versión Acústica)" (Phil Collen) 4:05
15. "Bringin' on the Heartbreak" (Steve Clark/Joe Elliott/Pete Willis) 4:32

## Certificaciones
| País           | Asociación                                                     | Certificación | Ventas     |
| -------------- | -------------------------------------------------------------- | ------------- | ---------- |
| Canadá         | Canadian Recording Industry Association                        | 2× Platino    | 160.000+   |
| Estados Unidos | Recording Industry Association of America                      | 4× Platino    | 4.000.000+ |
| Noruega        | Federación Internacional de la Industria Fonográfica (Noruega) | Platino       | 15.000+    |
| Reino Unido    | British Phonographic Industry                                  | Platino       | 300.000+   |

## Posiciones en listas
| País              | Lista                                         | Posición |      |      |      |      |      |
| 1995              | 1995                                          | 1995     | 1995 | 1995 | 1995 | 1995 | 1995 |
| ----------------- | --------------------------------------------- | -------- | ---- | ---- | ---- | ---- | ---- |
| Reino Unido       | UK Albums Chart                               | 3        |      |      |      |      |      |
| Australia         | ARIA Charts                                   | 9        |      |      |      |      |      |
| Bélgica (Flemish) | Ultratop                                      | 30       |      |      |      |      |      |
| Canadá            | Canadian Albums Chart                         | 7        |      |      |      |      |      |
| Finlandia         | Finnish Albums Chart                          | 7        |      |      |      |      |      |
| Francia           | Syndicat National de l'Édition Phonographique | 24       |      |      |      |      |      |
| Alemania          | Media Control Charts                          | 31       |      |      |      |      |      |
| Países Bajos      | MegaCharts                                    | 88       |      |      |      |      |      |
| Nueva Zelanda     | RIANZ                                         | 2        |      |      |      |      |      |
| Suecia            | Swedish Albums Charts                         | 10       |      |      |      |      |      |
| Suiza             | Swiss Albums Charts                           | 7        |      |      |      |      |      |
| Estados Unidos    | Billboard 200                                 | 15       |      |      |      |      |      |
| 1996              |                                               |          |      |      |      |      |      |
| Noruega           | Norwegian Albums Charts                       | 7        |      |      |      |      |      |

## Sencillos
| Año  | Título                     | Lista | Lista | Lista | Lista | Lista | Lista | Lista | Lista | Lista    | Lista      | Lista  |
| Año  | Título                     | AUS   | BEL   | ALE   | IRL   | PAI   | NZ    | SUI   | UK    | US Adult | US Hot 100 | US Pop |
| ---- | -------------------------- | ----- | ----- | ----- | ----- | ----- | ----- | ----- | ----- | -------- | ---------- | ------ |
| 1995 | «When Love & Hate Collide» | 22    | 28    | 67    | 1     | 41    | 27    | 36    | 2     | 39       | 58         | 29     |